# Koczery
Koczery – wieś w Polsce położona w województwie podlaskim, w powiecie siemiatyckim, w gminie Drohiczyn.
W latach 1975–1998 miejscowość administracyjnie należała do województwa białostockiego.
Wierni Kościoła rzymskokatolickiego należą do parafii Trójcy Przenajświętszej w Drohiczynie.

## Historia
W czasie okupacji rodzina Miłkowskich (Adolf, Bronisława, Maria, Władysław, Lucjan, Helena, Danuta, Leontyna, Aniela, Jadwiga) udzielili pomocy Sarze Gold oraz innym Żydom. Bronisława i Adolf Miłkowscy i czworo z ośmiorga dzieci (Maria, Władysław, Lucjan, Leontyna) zostali uhonorowani medalem Sprawiedliwych wśród Narodów Świata.